# Nikolay Puklakov
Nikolay Ivanovich Puklakov (en russe : Николай Иванович Пуклаков ; né le 15 janvier 1945 à Spotara et mort le 14 août 1999 à Tcheboksary) est un athlète russe représentant l'Union soviétique, spécialiste du fond et du cross-country. 

## Biographie
D'origine tchouvache, Nikolay Puklakov remporte le 5 000 mètres de l'Universiade de 1970 à Turin, en 13 min 56 s 4. Il s'impose devant l'Ouest-allemand Jens Wollenberg et l'Italien Giuseppe Cindolo.
Deux ans plus tard, il devient champion d'Union soviétique du 5 000 mètres en 13 min 48 s 6. Il participe également aux Jeux olympiques de Munich sur 5 000 mètres, mais il est éliminé dès les séries (13 min 57 s 6).
En 1973, Nikolay Puklakov prend part à la première édition des Championnats du monde de cross-country. Il termine 21e en individuel, et remporte la médaille d'argent avec l'équipe d'Union soviétique.
Lors des Championnats d'Europe 1974, il termine 5e du 10 000 mètres remporté par l'Est-allemand Manfred Kuschmann.

### Palmarès
| Date | Compétition                    | Lieu    | Résultat | Épreuve     | Performance   |
| ---- | ------------------------------ | ------- | -------- | ----------- | ------------- |
| 1970 | Universiade                    | Turin   | 1er      | 5 000 m     | 13 min 56 s 4 |
| 1973 | Championnats du monde de cross | Waregem | 21e      | Cross long  | —             |
| 1973 | Championnats du monde de cross | Waregem | 2e       | Par équipes | 119 pts       |
| 1974 | Championnats d'Europe          | Rome    | 5e       | 10 000 m    | 28 min 29 s 2 |

#### Autres
- Champion d'URSS du 5 000 mètres : 1972[3].

### Records
| Épreuve      | Performance   | Lieu | Date |
| ------------ | ------------- | ---- | ---- |
| 5 000 mètres | 13 min 33 s 2 | —    | 1972 |